# Itsa (Al-Minja)
Itsa – miejscowość w Egipcie, w muhafazie Al-Minja, w dystrykcie Samalut. W 2006 roku liczyła 20 456 mieszkańców.